# Wig Wam
Wig Wam é uma banda de hard rock norueguesa fundada em 2001 e que se inspira no estilo dos grupos norte-americanos da década de 1980.

## História
O grupo Wig Wam foi fundado em 2001, Os quatro membros do grupo eram já reconhecidos no mundo da música, cada um deles tinha tido diversas experiências como artistas solo ou em grupo. O grupo começou a sua carreira multiplicando os concertos.
O grupo Wig Wam foi fundado em 2001, Os quatro membros do grupo eram já reconhecidos no mundo da música, cada um deles tinha tido diversas experiências como artistas solo ou em grupo. O grupo começou a sua carreira multiplicando os concertos.
Apesas das suas reais origens norueguesas, o grupo inventa a sua própria história contando ter sido formado a 1 de Abril de 1970, no Bronx, «o quarto bairro polaco de Nova Iorque». Eles pretendem ter publicado nos anos seguintes vários álbuns  The Black and Red Album em 1974 e The Yellow Purple Brown and Black Album , em 1975, cada um deles teria vendido centenas de exemplares. A lenda afirma igualmente que o grupo emigrou para a Noruega em 1976.
Wig Wam publicou finalmente o seu primeiro álbum em 2004 intitulado 667... The Neighbour of The Beast. O álbum compreende entre outros títulos um tema da ex-Spice Girl Melanie C., I Turn to You. Um outro álbum foi publicado em 2005: Hard to Be a Rock'Roller.
Em 2022 a banda alcança uma popularidade nos streamings devido ao fato da música “Do You Wanna Taste It" ter sido escolhida como tema de abertura da série "Peacemaker" da HBO MAX. A música foi lançada no álbum de 2010 da banda, chamado "Non Stop Rock'n'Roll".

## Eurovisão
Os Wig Wam já tinham participado nas qualificações para o Festival Eurovisão da Canção 2004, mas o grupo não passou do terceiro lugar das pré-selecção na Noruega. O líder do grupo, Glam tinha igualmente feito parte nas pré-selecções como solista em 1998 como o pseudónimo G'sten, e terminou em terceiro.
O grupo repete a sua sorte em 2005 e alcança as pré-selecções norueguesas (com o voto dos telespectadores noruegueses). Durante o Festival Eurovisão da Canção 2005, Wig Wam ofereceram à Noruega o 9º lugar com a canção «In My Dreams» (Nos Meus Sonhos), escrita pelo guitarrista Teeny. O slogan do grupo é «Rock'n'Roll o novo  schläger (schläger era um estilo de música composta por baladas sentimentais com ares facilmente memorizáveis).
A participação da banda no Festival Eurovisão da Canção 2005 permitiu-lhes reeditar o segundo álbum para que ele fosse difundido na Europa. No tema Im My Dreams vão  modificar a canção Hard to Be a Rock´n'Roller (radio edit); o nome do álbum foi modificado para Hard to Be a Rock'n'Roller... in Kiev!

## Membros
- Glam (Åge Sten Nilsen) - vocalista
- Teeny (Trond Holter) - guitarras
- Flash (Bernt Jansen) -  baixo
- Sporty (Øystein Andersen)- bateria

## Discografia

### Álbuns
- 667 ... The Neighbour Of The Beast (2004)
- Hard To Be A Rock'n'Roller (2005)
- Hard To Be A Rock'n'Roller.. in Kiev! (2005)
- Wig wamania (2006)
- Non Stop Rock'n Roll (2010)
- Wall Street (2012)
- Never Say Die (2021)
- Out of the Dark (2023)

### Singles
- Crazy Things* (SmashMusic/Global Music, March 2004)
- I Turn To You/Crazy Things (Global Music, June 2004)
- Hard To Be A Rock'n'Roller/The Drop (Voices of Wonder/VME, October 2004)
- In My Dreams/Out of Time (Voices of Wonder/VME, March 2005)
- Bless the Night/Dschengis Khan (live)/Bless The Night video (Voices of Wonder/VME, August 2005)

* Promo only single.

## Vídeos
- "In My Dreams" (2005)
- "Gonna Get You Someday" (2006)

### Páginas sobre a banda
- (em inglês) Página oficial internacional
- (em francês) Wig Wam, o rock vindo do norte

#### Videos
- "In My Dreams" (2005) at Napalm Records (WMV)
- "Gonna Get You Someday" (2006) at Napalm Records (WMV)